# Arturo Farías
Arturo Farías Barraza (1 de setembre de 1927) és un exfutbolista xilè.

## Selecció de Xile
Va formar part de l'equip xilè a la Copa del Món de 1950.